# Program Orka

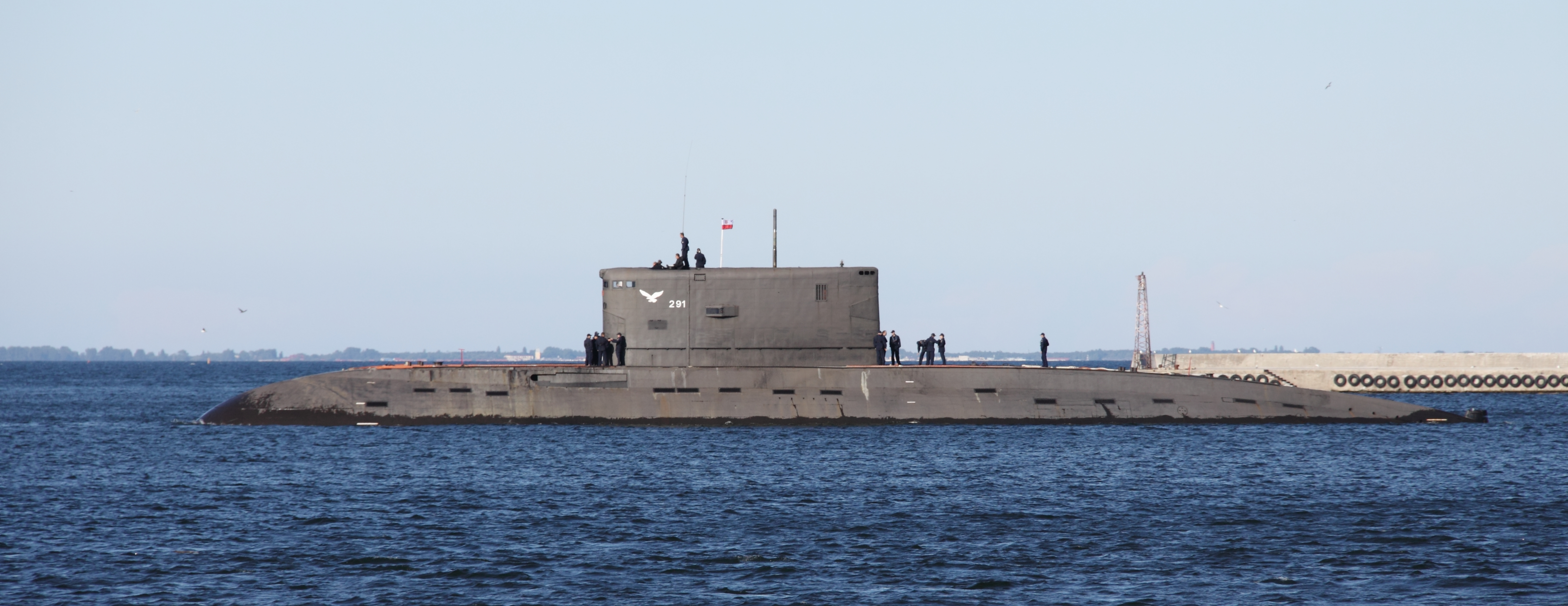
Po roce 2021 námořnitvo provozuje jedinou ponorku ORP Orzeł

Program Orka je modernizační program polského námořnictva, v rámci kterého mají být získány nové ponorky.

## Historie

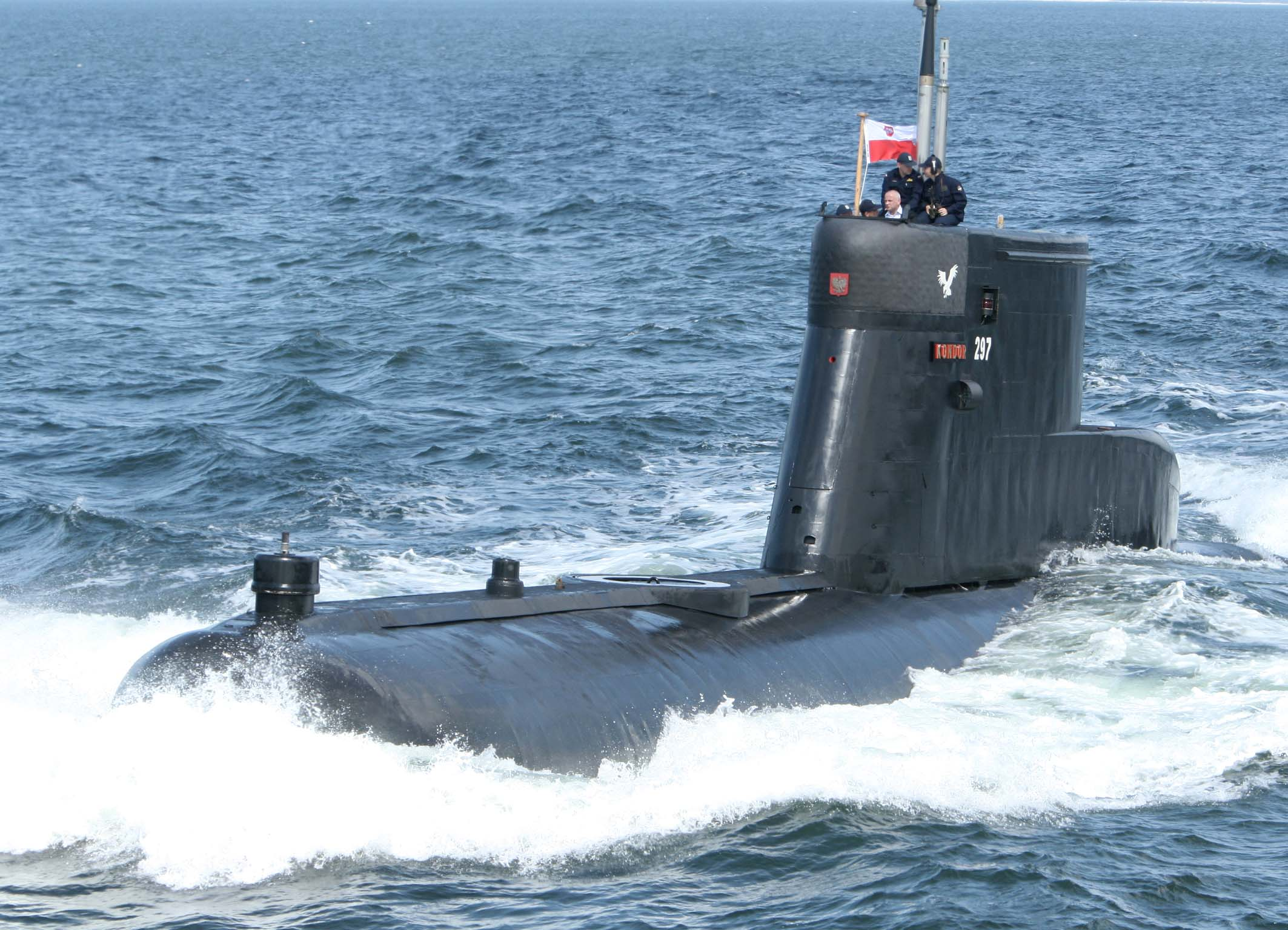
Ponorka Kondor norské třídy Kobben. Ponorky této třídy polské námořnictvo zakoupilo jako prozatímní řešení do donání nově postavených ponorek, ale nakonec byly vyřazeny bez náhrady.

Do postsovětské éry polské námořnictvo vstupovalo s výzbrojí tří ponorek. Roku 1986 získalo ponorku ORP Orzeł (291) sovětského projektu 877E (třída Kilo). Přestože námořnictvo plánovalo akvizici až čtyř ponorek tohoto typu, z ekonomických důvodů Orzeł v letech 1987–1988 doplnily starší ponorky ORP Wilk a ORP Dzik sovětského Projektu 641 (třída Foxtrot). Obě ponorky projektu 641 polské námořnictvo vyřadilo roku 2003. V letech 2002–2004 je nahradilo pět starších ponorek norské třídy Kobben, z toho jedna na náhradní díly. Díky prodělané střednědobé modernizaci měly větší bojový potenciál, než ponorky projektu 641, ale přesto měly být jen dočasným řešením, než námořnictvo získá moderní ponorky v programu Orka.
Program Orka patřil mezi priority programu technické modernizace polského námořnictva pro roky 2013–2022. Plánována byla akvizice tří člunů, které se měly vyznačovat pomocným pohonem nezávislým na přístupu atmosférického vzduchu (AIP) a výzbrojí zahrnující protizemní střely s plochou dráhou letu. Ponorky zahraniční konstrukce měly postavit polské loděnice na základě technologického transferu. Ponorky měly být dodány v letech 2022–2030 a podle roku 2015 upraveného harmonogramu v letech 2023–2025. Zájem měla německá loděnice ThyssenKrupp Marrine Systems s rodinou ponorek typu 212CD/214, francouzská Naval Group s třídou Scorpène a švédská Saab Koskums s typem A26. Přestože byl projekt Orka politiky prezentován jako priorita, kvůli nedostatku financí se dlouho omezoval na tvorbu analýz a jednání s průmyslovými partnery. Vítěz soutěže měl být zveřejněn v lednu 2018, ale po odvolání ministra obrany Antonia Macierewicze se vyhlášení neuskutečnilo a situace se nezměnila ani za nového ministra Mariusze Błaszczaka. Roku 2019 dokonce probíhala jednání o pronájmu či prodeji jedné až dvou ponorek třídy Södermanland, což by umožnilo akvizici nových ponorek o dekádu odložit, ukázalo se však, že by náklady byly příliš vysoké. Proto byly v letech 2017–2021 vyřazeny ponorky třídy Kobben, aniž by za ně námořnictvo mělo náhradu. Námořnictvu zůstala pouze zastaralá ponorka Orzeł, která se vzhledem ke svému technickému stavu hodila nanejvýš k výcviku.
Program Orka byl obnoven v souvislosti s ruskou invazí na Ukrajinu v roce 2022 a následným navyšováním výdajů na obranu. Dne 24. května 2023 ministr Błaszczak oznámil obnovení procesu akvizice neupřesněného počtu ponorek. Dodavatel ponorek má vzejít  z mezinárodního tendru. Počet požadovaných ponorek a jejich konfigurace nebyly zveřejněny.